# Контажен
Contagem (порт. Contagem) град је у Бразилу у савезној држави Минас Жераис. Према процени из 2007. у граду је живело 608.650 становника.

## Становништво
Према процени из 2007. у граду је живело 608.650 становника.
| 1991.   | 2000.   |
| ------- | ------- |
| 449,588 | 538,017 |